# Teckningslärarnas Riksförbund
Teckningslärarnas Riksförbund grundades 1914. År 1949 anslöt sig förbundet till Svenska Facklärarförbundet (en del av TCO). År 1980 bytte förbundet namn till Bildlärarnas Riksförening. Föreningen upplöstes år 1990 när Svenska Facklärarförbundet slogs ihop med Lärarförbundet.